# Parco naturale delle Sequoie del Monte Cabezón
Il naturale delle Sequoie del Monte Cabezón è uno spazio naturale protetto situato in Cantabria (Spagna), dichiarato monumento naturale grazie al decreto 41/2003 del Governo di Cantabria, e incluso nella lista dei Parchi Naturali di Cantabria per la Legge di Cantabria numero 4/2006, del 19 maggio, quella riguardante la conservazione della natura.
Si tratta di una foresta di 2,5 ettari di Sequoia sempervirens localizzata sul Monte de Las Navas, nella località di Cabezón de la Sal. Le sequoie, inabituali in Cantabria, né in Spagna (infatti le uniche vengono piantate in modo seminaturale), furono piantate nell'anno 1940, come conseguenza della politica che imperò i primi anni in introduzione della Seconda guerra mondiale con l'intenzione di restringere al massimo la dipendenza esteriore e le importazioni, includendo le materie prime forestali.
Sono tutt'oggi presenti 848 esemplari di questa specie, la quale presenta alberi alti, in media, 36 metri e con una larghezza del fusto in media di 1,6 metri in questa foresta; il resto degli alberi preesistenti sono stati tagliati e non più ripiantati per soddisfare le richieste dell'industria del legno.